# Реостат

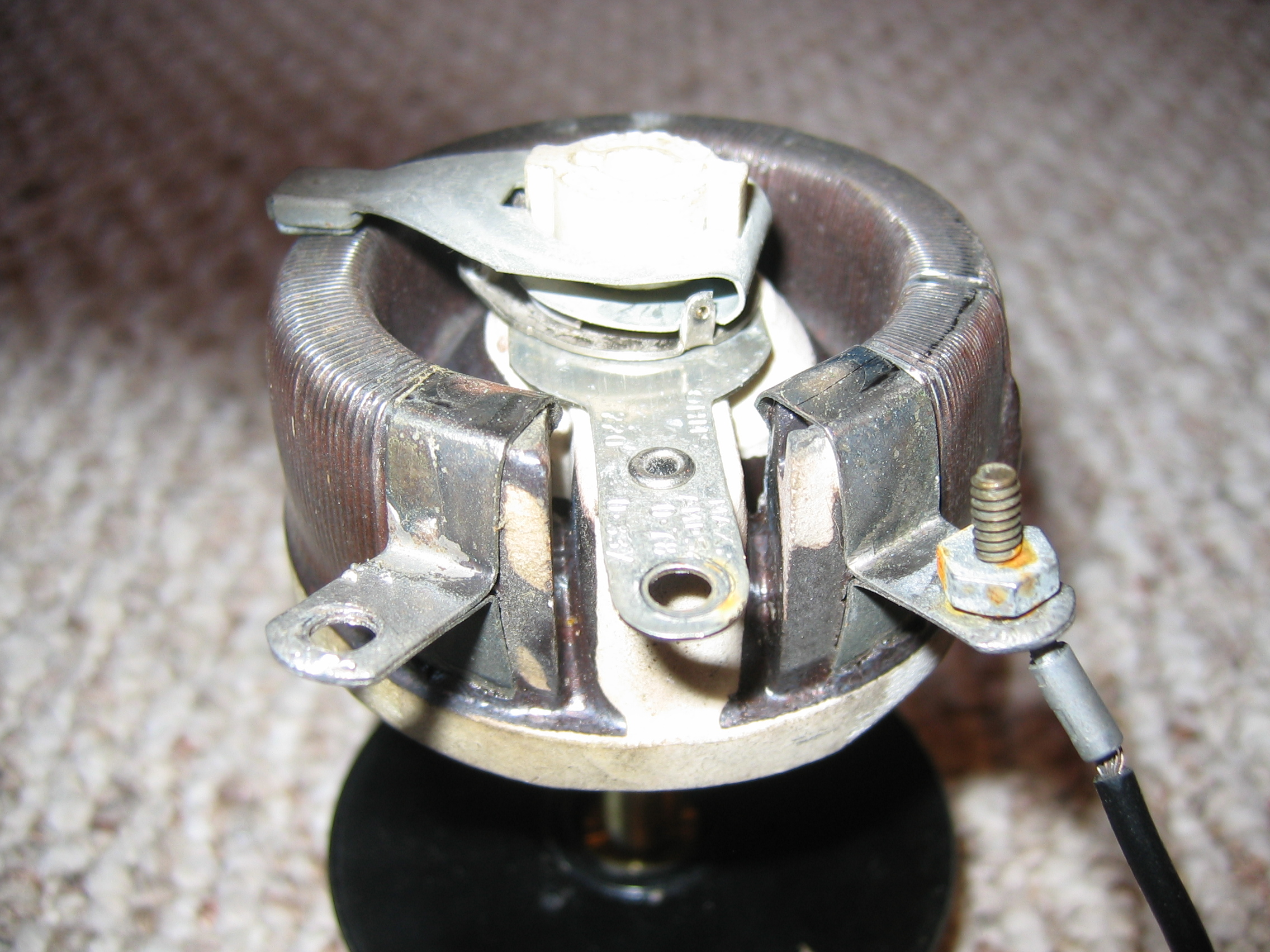
Потужний тороїдальний реостат

Реоста́т — електричний прилад, яким змінюють опір електричного кола, регулюють струм або напругу. Величина опору може змінюватися плавно або східчасто. Для зміни струму та напруги в невеликих межах реостат підключається в електричну мережу послідовно (наприклад, для обмеження пускового струму в електричних машинах). Для регулювання струму та напруги в широкому діапазоні (від нуля до максимального значення) застосовується потенціометричне підключення реостата.
Слово реостат було придумано близько 1845 року Чарльзом Вітстоном, від грецького ῥέος rheos, що означає «потік» і -στάτης -states (від ἱστάναι histanai, «встановлювати, викликати стояння»), що означає «регулювальний пристрій», Термін «реостат» стає застарілим із загальним терміном «потенціометр», що замінює його.
Для застосування малої потужності (менше приблизно 1 Вт) часто використовується потенціометр, при цьому один вивід не підключений або підключений до контакту.

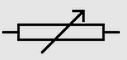
Позначення в електричних схемах

Якщо реостат повинен бути розрахований на вищу потужність (більше приблизно 1 Вт), він може бути побудований з опором, намотаним навколо напівкруглого ізолятора, при цьому контакт ковзає від одного витка дроту до іншого. Іноді реостат виготовляють із проводу опору, намотаного на жароміцний циліндр, при цьому повзунок виготовляється з ряду металевих пальців, які легенько стискаються на малій частині витків проводу опору. «Пальці» можна переміщати по котушці проводу опору ковзною ручкою, змінюючи таким чином точку «постукування». Дротяні реостати з номінальною потужністю до декількох тисяч ватів застосовуються в таких додатках, як двигуни постійного струму, електрозварювальні прилади для зварювання або в керувальних пристроях для генераторів. Рейтинг реостата задається повним значенням опору, а допустиме розсіювання потужності пропорційно частці загального опору пристрою в ланцюзі.

## Основні типи реостатів
1. Дротяний реостат. Складається з дроту з високим питомим опором (ніхром, константан, манганін, нікелін тощо), що натягнутий на раму. Дріт проходить через декілька контактів. Приєднуючись до потрібного контакту, можна отримати бажаний опір.
2. Повзунковий реостат. Складається з дроту з високим питомим опором, який виток до витка намотаний на стрижень або трубку з ізолюючого матеріалу. Дріт покритий шаром окалини, яка спеціально створюється при виробництві. При переміщенні повзунка, з приєднаним до нього контактом, шар окалини здирається, і електричний струм протікає з дроту на повзунок. Чим більше витків дроту від нерухомого контакту до рухомого, тим більшим буде опір. Такі реостати застосовуються в навчальному процесі. Різновидом повзункового реостата є агометр, в якому роль повзунка виконує коліщатко з провідного матеріалу, що рухається по поверхні діелектричного барабана з намотаним на нього дротом.
3. Рідинний реостат має вигляд бака з електролітом, в який занурюються металеві пластини. Забезпечується плавне регулювання. Величина опору реостата пропорційна відстані між пластинами і обернено пропорційна площі частини поверхні пластин, занурених в електроліт.
4. Ламповий реостат. Складається з набору паралельно включених ламп розжарювання. Зміною кількості включених ламп змінюється опір реостата. Недоліком лампового реостата є залежність його опору від ступеня розігріву ниток ламп.

Змінний резистор — резистор, електричний опір якого між його рухомим контактом і виводами резистивного елемента можна змінити механічним способом.
Регулювальний резистор — змінний резистор, призначений для багаторазового регулювання параметрів електричного кола.
Підлаштовувальний резистор — змінний резистор, призначений для підлаштовування параметрів електричного кола, у якого число переміщень рухомої системи значно менше, ніж у регулювального резистора.

## Рідинний реостат

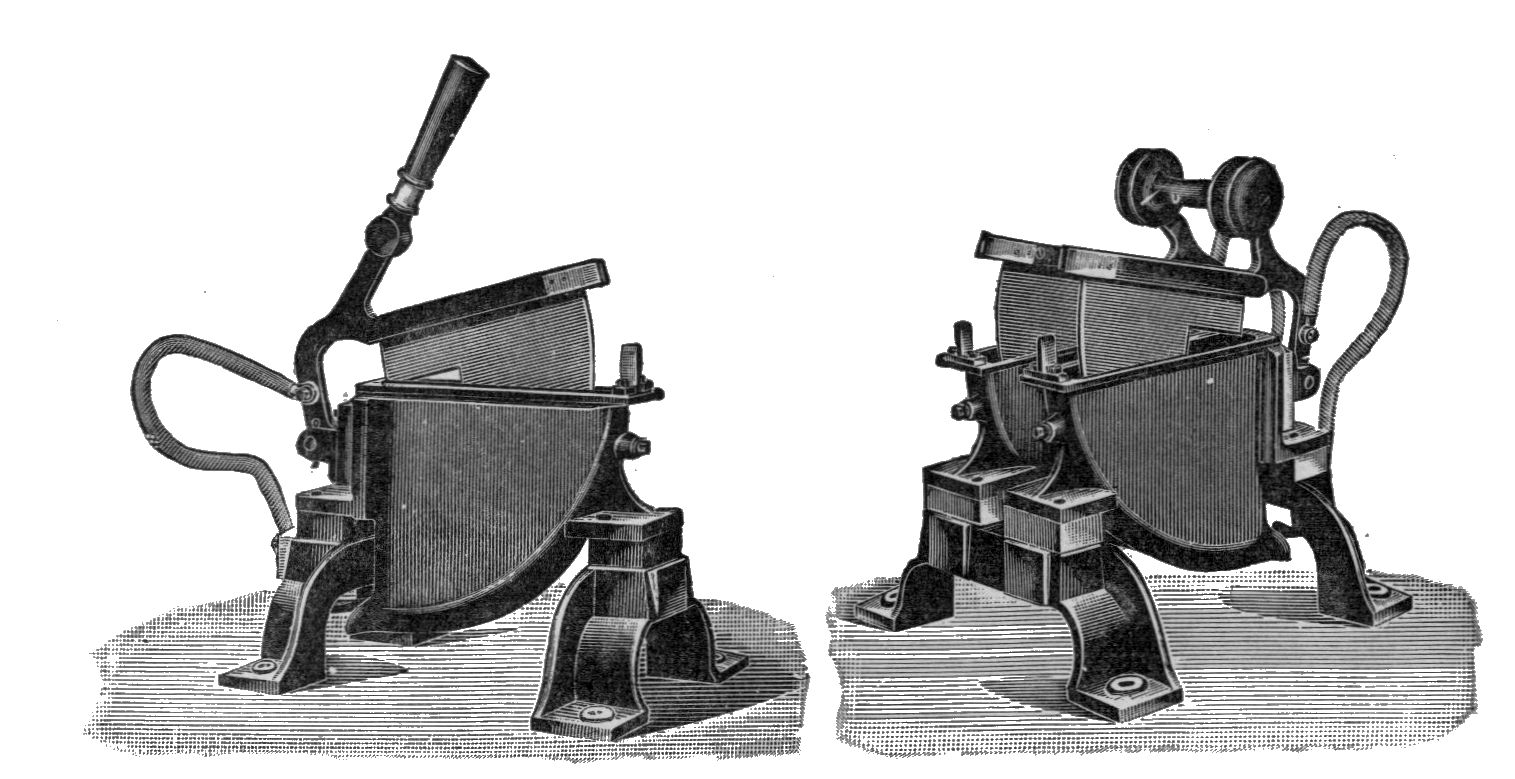
Рідинні реостати, що використовуються як вимикачі пуску двигуна, близько 1900 року

У найпростішому вигляді він складається з ємності, що містить розсіл або інший розчин електроліту, в який електроди занурені для створення електричного навантаження. Електроди можуть бути підняті або опущені в рідину, щоб відповідно зменшити або збільшити електричний опір навантаження. Для стабілізації навантаження суміш не повинна кипіти.
Сучасні конструкції використовують електроди з нержавіючої сталі, карбонат натрію або інші солі, і не використовують контейнер як один електрод. У деяких конструкціях електроди фіксуються, а рідина підіймається та опускається зовнішнім балоном або насосом. Системи пуску двигуна, які використовуються для частих і швидких стартів і повторних пусків, таким чином, велике навантаження тепла на реостати можуть включати циркуляцію води до зовнішніх теплообмінників. У таких випадках антифризові та антикорозійні добавки необхідно ретельно вибирати, щоб не змінювати стійкість.
Зазвичай традиційний рідкий реостат складається з сталевого циліндра (катод) розміром близько 5 футів (1,5 м), що стоїть на ізоляторах, в який підвішений порожнистий сталевий циліндр. Це діяло як позитивний електрод і підтримувалося сталевою мотузкою та ізолятором від регульованого шківа. З'єднання водопроводу включало ізольовану секцію. Бак містив солону воду, але не в концентрації, яку можна було б схарактеризувати як розсіл. Весь пристрій був відгороджений для безпеки.
Експлуатація була дуже простою, оскільки додавання більше солі, більше води або зміна висоти центрального електрода може змінити навантаження. Навантаження виявилося досить стабільним, змінюючись лише незначно під час нагрівання води. Розсіювання енергії становило близько 1 мегават, при потенціалі близько 700 вольтів і струмі близько 1500 ампер.
Сучасні конструкції використовують електроди з нержавіючої сталі, карбонат натрію або інші солі, і не використовують контейнер як один електрод.

### Переваги та недоліки
Перевага — безшумна робота, без жодного шуму вентилятора поточних резистивних конструкцій сітки.
До недоліків можна віднести:
- корозія на мідних з'єднувальних кабелях і на дротяному канаті
- відсутність ізоляції від землі, що може відключити систему виявлення заземлення